# Актон-Сентрал (станція)
51°30′31″ пн. ш. 0°15′47″ зх. д. / 51.5087° пн. ш. 0.263° зх. д.
Актон-Сентрал (англ. Acton Central) — станція Північно-Лондонської лінії, London Overground, National Rail. Розташована у 3-й тарифній зоні, боро Ілінг, Великий Лондон, між станціями Саут-Актон та Віллесден-джанкшен. Пасажирообіг на 2019 — 1.887 млн осіб
Конструкція станції — наземна відкрита з двома береговими платформами.

## Історія
- 1 серпня 1853: відкриття станції як Актон
- 1 листопада 1925: станцію перейменовано на Актон-Сентрал

## Послуги
| Попередня станція | Лінія | Лінія                                       | Лінія | Наступна станція   |
| ----------------- | ----- | ------------------------------------------- | ----- | ------------------ |
| Саут-Актон        |       | London Overground Північно-Лондонська лінія |       | Віллесден-джанкшен |